# Inza Nelson
Inza Nelson Cramer, es un personaje mágico creado por Gardner Fox y Howard Sherman para DC Comics, apareció por primera vez en la revista mensual "More Fun Comics #55" de mayo de 1940, ella era la compañera y esposa del Doctor Destino, por un tiempo durante la edad de oro era llamada "Inza Nelson" e "Inza Sanders".

## Biografía del personaje
Inza Cramer era, durante la Edad de Oro, novia y posteriormente esposa, del Kent Nelson, el Hechicero Supremo de la Tierra y Señor del Orden conocido como Doctor Destino. Más tarde en su vida, tuvo que fusionarse Kent para convertirse en el Dr. Destino. Esto terminó cuando volvió a unirse a la Liga de la Justicia, pero los hechizos que les había lanzado para mantenerlos jóvenes pronto fracasaron, y tanto Kent como Inza envejecieron rápidamente y fallecieron.
Como mujer soltera, Inza estaba a menudo en peligro como resultado de los enemigos de Kent, incluido el hechicero Wotan, quien trató de asesinarla en un intento de llegar al Doctor Destino. Después de esto, Inza se convirtió en la compañera del Doctor Destino contra amenazas desconocidas para el mundo. Pasaron algunas aventuras y Inza fue atacado por el Dios maya Mayoor, quien trató de usarla para liberarse de su prisión. Inza fue salvado otra vez por la llegada oportuna de Doctor Fate. Eventualmente y después de una serie de aventuras, Fate reveló a Inza su identidad secreta como Kent Nelson. Esta revelación los hizo más cercanos y cuando Kent decidió convertirse en un médico, Inza se convirtió en una enfermera con el fin de ayudar a Kent en su nueva profesión. No mucho después, los dos se comprometieron y compartieron aún más tiempo juntos, aunque Fate ya no tomaría a Inza como su compañero todo el tiempo.
Eventualmente, Inza y Nelson se casaron y comenzaron a vivir en la Torre del Destino. Vivieron juntos durante décadas, mantenidos jóvenes por las energías místicas de Destino. Pero con los días que pasaban, Inza siempre quedaba en la Torre mientras su marido salía a luchar. Eventualmente, Inza se cansó de la situación y salió sola para ayudar a Destino contra Khalis. A pesar de que esto los acercó más en su relación, algunos problemas todavía permanecían y Inza se puso celoso del control de Destino sobre Kent. Un intento desesperado por su parte hizo que Inza se convirtiera en el objetivo perfecto de un Señor del Caos, que la capturó y la usó contra Destino, amenazándolo con su muerte. A pesar de los mejores esfuerzos de Destino, Inza casi fue asesinado, pero fue salvada y el Señor del Caos fue derrotado. Después de esto, finalmente se dio cuenta de que no necesitaba preocuparse o estar celosa de Destino, ya que él se preocupaba por el bienestar de Nelson y que incluía su propia seguridad también.
Inza eventual comenzó a resentir su encarcelamiento efectivo en la Torre y la forma en que su vida había resultado, y a sufrir problemas mentales incluyendo la depresión severa. Finalmente, la magias de Kent comenzaron a fallar y él y Inza envejecieron y murieron. Fueron resucitados en nuevos cuerpos más jóvenes, pero descubrieron que solo Inza podría convertirse en Doctor Destino (parece que Destino fue originalmente pensado para ser un compuesto de ambos, pero que Kent había mantenido el poder para sí mismo). Durante un tiempo, Kent e Inza se separaron, en parte debido a las maquinaciones de un Señor del Caos llamado T'Giian que había tomado la residencia en el Casco de Nabu y alimentaba el poder de Inza basado no en orden sino en caos. Después de un tiempo, los Nelsons se reunieron y comenzaron a compartir el poder del Doctor Destino como siempre habían sido destinados. Paso un tiempo e Inza descubrió que tenía poderes que estaban atados a la Tierra en lugar de Orden o Caos. Pasó su tiempo luchando por mejorar la humanidad, pero Kent la reprendió por su uso "imprudente" de la magia.
Inza se esforzó por usar sus nuevos poderes proactivamente. Su inexperiencia inicialmente trabajó en contra de ella, pero ella se hizo cada vez más competente con la experiencia. Ella fue instrumental en la derrota de Circe, que había encabezado una guerra entre los dioses de la antigüedad. Su creciente confianza llevó a la imprudencia cada vez mayor. La gente bajo su protección se convirtió en dependiente de ella para resolver cada pequeño problema. En lugar de alejarse de la dependencia, empeoró las cosas al crear esferas que respondían a los deseos de la gente.

### Hora Cero
Durante la Hora Cero, los Nelsons (junto con el resto de los compañeros de equipo de Kent en la Sociedad de la Justicia de América), fueron atraídos a la batalla con el villano Extant durante un intento de Parallax de cambiar la historia del universo, que los separó por la fuerza de los artefactos del Doctor Destino (Casco, amuleto y capa) y los condenó a convertirse en su verdadera edad una vez más Inza se convirtió en senil, y el viejo Nelson recuperó los artefactos con la ayuda del mercenario Jared Stevens, pero los artefactos se negaron a vincularse con ellos de nuevo y tanto Inza como su marido fueron asesinados por subordinados del reino demonio. El espíritu de Inza, como el de su marido, pareció habitar por un tiempo dentro del amuleto de Destino.

## En otros medios

### Televisión

#### Acción en vivo
- Apareciendo en su primera y única presentación real en vivo que no estaba animada en la serie de televisión Smallville. En apareció en el episodio "Absolute Justice". Fue interpretada por la actriz Erica Carroll en una breve historia en la que su marido Kent Nelson está siendo llevado a un manicomio.[16]

#### Animado
- Inza Nelson apareció en el Superman: la serie animada con la voz de Jennifer Lien El episodio de la serie Animated "La Mano del Destino", como la esposa del Dr. Destino. A diferencia de la Inza vista en los cómics, su cabeza es como la de un cuervo con orejas puntiagudas (lo que sugiere que no es totalmente humana) y una actitud muy tranquila y silenciosa, desde hace mucho tiempo acostumbrada a su trabajo de marido y sus riesgos.
- Aparece en la Liga de la Justicia en el episodio de dos parte "Más Allá del Terror", Inza es la esposa de Kent Nelson, como en los cómics. Ella reside con él en su casa de la torre del destino, se la ve ayudando al Doctor Destino a preparar un hechizo con el cuerpo de Solomon Grundy para evitar la entidad demoniaca Icthultu llegue a la tierra. También es vista brevemente en la primera parte del episodio "Más allá" durante el funeral de Superman.
- Vuelve aparecer en la Liga de la Justicia Ilimitada en los episodios "El Regreso" y "Despertar a los Muertos" con la voz de Jennifer Hale. Inza nunca apareció como Doctor Fate, sin embargo ella estaba en posesión de sus propios poderes mágicos, como muestran en "Más Allá del Terror".
- Inza se presenta dos veces en un episodio "Negación" de la serie animada Young Justice cuando Kent Nelson, un centenario viudo, visita a Madame Xanadu, Ella le da la bienvenida a él y ofrece ponerse en contacto con su difunta esposa Inza (Kent lleva su fotografía en su reloj de bolsillo). Más adelante en el episodio Wally entonces se encuentra detrás en el techo de la torre, solo con el cuerpo sin vida de Kent. Pone el reloj de bolsillo de Kent con la fotografía de Inza en la mano.[17]